# Bogata
Bogata ist eine Stadt im Red River County im Bundesstaat Texas in den Vereinigten Staaten von Amerika. Das U.S. Census Bureau hat bei der Volkszählung 2020 eine Einwohnerzahl von 1.074 ermittelt.

## Geografie
Die Stadt liegt im Nordosten von Texas, in der südwestlichen Ecke des Red River County, etwa 45 Kilometer unterhalb der südöstlichen Spitze von Oklahoma und hat eine Gesamtfläche von 3,7 km². Im Ort kreuzen sich der U.S. Highway 271 und die Texas State Route 37 sowie die Farm Road 909 (Landstraße). Bis nach Dallas im Südwesten sind es rund 190 Kilometer.

## Geschichte
Bogata ist einer der ältesten Orte in Texas. Die erste Familie, die hier siedelte, kam bereits 1818 und ließ sich nahe der Quelle des Little Mustang Creek nieder. Sie nannten diesen Platz Maple Springs. Über die Jahre kamen mehr Siedler in dieses Gebiet und 1844 war Maple Springs groß genug um eine Schule bauen zu können. Ein Postbüro folgte 1851. Die ersten Gewerbetätigkeiten wurden erst nach dem Amerikanischen Bürgerkrieg aufgenommen, mit der Eröffnung eines Ladens, der seine Waren aus Jefferson bezog.
1880 teilte sich die weitläufige Ansiedlung. Das alte Postbüro von Maple Springs nahm den Namen Rosalie an und 1881 eröffnete ein zweites Postbüro im Westen, dem heutigen Bogata, das nach dem kolumbianischen Bogotá benannt wurde. 1885 gab es bereits zwei Kirchen, zwei Baumwolle verarbeitende Betriebe und sechs Getreidemühlen sowie 400 Einwohner. 1910 verlegte die Eisenbahngesellschaft Paris and Mount Pleasant Railway ihre Gleise bis an Bogata. Der Bahnbetrieb wurde 1956 wieder eingestellt.

## Demografische Daten
Nach der Volkszählung im Jahr 2000 lebten hier 1.396 Menschen in 598 Haushalten und 361 Familien. Die Bevölkerungsdichte betrug 382,3 Einwohner pro km². Ethnisch betrachtet setzt sich die Bevölkerung zusammen aus 93,91 % weißer Bevölkerung, 3,01 % Afroamerikanern, 0,72 % amerikanischen Ureinwohnern, 0,00 % Asiaten, 0,00 % Bewohnern aus dem pazifischen Inselraum und 1,36 % aus anderen ethnischen Gruppen. Etwa 1,00 % stammen von zwei oder mehr Rassen ab und 3,30 % der Bevölkerung sind Spanier oder Latein-Amerikaner.
Von den 598 Haushalten hatten 26,1 % Kinder unter 18 Jahre, die im Haushalt lebten. 45,3 % davon waren verheiratete, zusammenlebende Paare. 11,7 % waren allein erziehende Mütter und 39,5 % waren keine Familien. 37,1 % aller Haushalte waren Singlehaushalte und in 20,7 % lebten Menschen, die 65 Jahre oder älter waren. Die Durchschnittshaushaltsgröße betrug 2,22 und die durchschnittliche Größe einer Familie 2,92 Personen.
22,1 % der Bevölkerung waren unter 18 Jahre alt, 6,8 % von 18 bis 24, 24,4 % von 25 bis 44, 20,8 % von 45 bis 64, und 25,8 % die 65 Jahre oder älter waren. Das Durchschnittsalter war 43 Jahre. Auf 100 weibliche Personen aller Altersgruppen kamen 84,7 männliche Personen. Auf 100 Frauen im Alter von 18 Jahren und darüber kamen 82,7 Männer.
Das jährliche Durchschnittseinkommen eines Haushalts betrug 22.969 USD, das Durchschnittseinkommen einer Familie 28.828 USD. Männer hatten ein Durchschnittseinkommen von 21.786 USD gegenüber den Frauen mit 19.423 USD. Das Prokopfeinkommen betrug 14.126 USD. 19,8 % der Bevölkerung und 16,9 % der Familien lebten unterhalb der Armutsgrenze. Davon waren 26,0 % Kinder und Jugendliche unter 18 Jahren und 23,4 % waren 65 oder älter.

## Kriminalität
Die Kriminalitätsrate hat einen Index von 162,6 Punkte. (Vergl. US-Landesdurchschnitt: 327,2 Punkte)

2004 gab es drei tätliche Angriffe auf Personen, fünf Einbrüche, drei Autodiebstähle sowie 27 Diebstähle.